# Občina Kungota
Občina Kungota je jednou z 212 občin ve Slovinsku. Nachází se v Podrávském regionu na území historického Dolního Štýrska. Občinu tvoří 19 sídel, její rozloha je 49,0 km² a k 1. 1. 2017 zde žilo 4 788 obyvatel. Správním střediskem občiny je sídlo Plintovec.

## Geografie
Sousedními občinami jsou: Šentilj a Pesnica na východě a Maribor na jihu. Na západě a na severu hraničí s rakouskými obcemi Leutschach an der Weinstraße, Gamlitz, Ehrenhausen an der Weinstraße a Straß in Steiermark.

## Pamětihodnosti
- Svečinský hrad
- Kostel svaté Kunhuty (Spodnja Kungota)
- Kostel svaté Kunhuty (Zgornja Kungota)
- Kostel svatého Ondřeje (Svečina)
- Kostel svatého Jiří (Jurski Vrch)
- Kaple (Zgornja Kungota)
- Socha svatého Jiří (Špičnik)
- Socha svatého Jana Nepomuckého (Špičnik)
- Římský náhrobník

## Členění občiny
Občina Kungota se dělí na 19 sídel: Ciringa, Gradiška, Grušena, Jedlovnik, Jurski Vrh, Kozjak nad Pesnico, Pesnica, Plač, Plintovec, Podigrac, Rošpoh, Slatina, Slatinski Dol, Spodnje Vrtiče, Svečina, Špičnik, Vršnik, Zgornja Kungota, Zgornje Vrtiče. Ta jsou sdružená do 4 místních obcí (Zgornja Kungota, Spodnja Kungota, Svečina a Jurij).